# Gaetano Greco
Gaetano Greco (Nàpols, cap al 1657 – Nàpols, 1728) va ser un compositor i organista italià.

## Biografia
Fill o net de Francesco Greco (?), mestre d'instruments de vent que va servir al Conservatori de la Pietà dei Turchini i al "Conservatorio dei Poveri di Gesù Cristo"", Gaetano Greco va estudiar en aquesta darrera escola sota la direcció de Giovanni Salvatore i Gennaro Ursino i el 1678, amb només vint anys (?), esdevingué auxiliar de professor (mastriciello). El 1696 va rebre el nomenament de mestre de capella de la famosa escola de música, càrrec que va ocupar fins a la seva mort, només per ser substituït pel famós Francesco Durante. Entre els seus alumnes podria incloure grans noms de l'escola musical napolitana: Giuseppe Porsile, Nicola Porpora, Domenico Scarlatti, Leonardo Vinci i entre els seus últims alumnes Giovanni Battista Pergolesi. Cap a finals del segle xvii també va ser nomenat Mestre de la "Fidelissima Città" en substitució de Francesco Provenzale, càrrec que va mantenir alternant amb Domenico Sarro.
Greco va ser un dels mestres més grans i influents de l'escola napolitana. De fet, va contribuir profundament al desenvolupament de la música napolitana, malgrat el paper decisiu que Alessandro Scarlatti va tenir en l'escenari de Nàpols entre els segles XVII i XVIII. Pel que fa a la seva activitat compositiva, es va ocupar principalment de la música per a instruments de teclat, en la qual va destacar per les seves melodies i ritmes vius. Les tabulatures de clavicèmbal són les seves obres més conegudes, entre les quals destaca la peça Partite sopra il Ballo di Mantova.